# Родопски силивряк
Родопският силивряк (Haberlea rhodopensis или Родопска хаберлея) е представител на семейство Силиврякови (Gesneriaceae). Това е балкански ендемит, защитен реликтен вид. Известен е със своята продължителна анабиотична сухоустойчивост, известно също като „възкръсващо растение“ или цветето на Орфей. Установено е, че орфеевото цвете е предледников реликт, като съществуването му датира от преди около 25 милиона години.
В България има около 20 района, където Haberlea rhodopensis вирее в природата. Тя може да се намери на различни височини до около 2000 метра над морското равнище. Повечето места се намират в Родопите и южните склонове на Северна Гърция, но по-малки популации се срещат и в района на Стара планина. Растението се среща по варовиковите скали в района на родопския град Ардино, по поречието на река Арда, в местността „Шейтанкюприя“, около Ягодинската пещера. Степента на разпространение се изчислява на по-малка от 20 000 km². Макар и рядко и защитено, общата популационна тенденция е стабилна и местообитанието не е застрашено.
Родопският силивряк и приблизително 350 други растителни вида се наричат „възкръсващи“ растения. Орфеевото цвете е сред най-интересните и редки представители на българската флора и уникално растение в много отношения. Притежава изумителни свойства сред цъфтящи растения (покритосеменни), с които може да оцелее крайна и продължителна дехидратация. Haberlea rhodopensis може да оцелее три години в хербарий. Това свойство се нарича анабиотична сухоустойчивост и затова е наречено възкръсващо цвете. Силиврякът може да изпадне в състояние на анабиоза (мнима смърт), както през лятото, така и през зимата и да се съживи при достатъчно влага, светлина и топлина. Когато водата е отново налична, цветето може да се възстанови (възкръсне) за по-малко от два дни и да продължи да се развива.
Цветето притежава лечебни свойства да изчиства черния дроб, стомаха, бъбреците, кръвоносните съдове, действа тонизиращо и подмладяващо. Чай от билката може да се пие веднъж на 5 години, защото е много силен. Химичният му състав не е много добре проучен, но се знае, че съдържа полифеноли в листата си, които са силни антиоксиданти. Билката съдържа уникални полезни вещества и затова в миналото са я използвали за лечение на шап по животните и рани.
- Силивряк в село Мугла, област Смолян
- Орфеево цвете
- Haberlea ferdinandi-coburgi

## Ботаника
Haberlea Rhodopensis, известна още като Възкрисващо цвете, Силивряк (българско име) е вечнозелено многогодишно растение. Приосновните розетки от тъмнозелени назъбени и леко къдрави листа носят тръбовидни цветя в различни нюанси през пролетта и лятото. Цветята варират от бледо розово до тъмно лилаво във форма на фуния. Цветето е чувствително към светлина. Когато е на сянка, цветовете му са затворени. При докосване от слънчева светлина цветята се отварят веднага. То расте на влажни, сенчести, със северно изложение места, главно върху варовик или вулканична скала. Кореновата система е много слаба. Когато учени от ботанически градини по света се обръщат към българските си колеги, за да им изпратят haberlea rhodopensis, те не получават семена, както се прави в такива случаи, а получават хербаризирани растения. Доказано е, че при изсушаване билката запазва част от водното си съдържание, докато метаболизмът ѝ продължава с много бавни темпове. Родопският силивряк е включен в червената книга на България на защитените видове и е забранено от закона да се бере и изкоренява.

## Еволюция
Възкръсващото цвете е реликва от ледниковата епоха, оцеляла при разпространението на европейските ледени покривки в убежището на Южна Европа. Haberlea rhodopensis става отделен растителен вид преди около 25 милиона години, отделен от близкия вид роднина Ramonda Serbica (сръбска Рамонда; цвете сръбски феникс).

## Етимология
Растението е открито в средата на 19 век от експедиция, организирана от Ботаническата градина на Виена. Учените са назначени да събират растителни екземпляри от регионалната флора. Сред тях те събрали проби от растителен вид, който е нов за ботаническото общество. През 1835 г. когато Имре Фривалдски описва растението и го съобщава като ново за науката, за находището му отбелязва „Румелия, планината Родопи“. Година по-късно растението е открито в Стара планина. По-късно Фривалски го нарича Haberlea rhodopensis, за да отдаде почит на своя учител Карл Хаберле и да обозначи района, където първоначално е открито: Родопите.
Куроки, Ценкова и съавтори правят изследване, което показва, че при изсъхване на родопския силивряк водните молекули образуват бинарни клъстери. При контакт с вода тези двойки водни молекули се свързват и цветето става свежо. Изследването е публикувано в Нейчър.

## Приложения
Освен типичната си възкръсваща способност, българският ендемичен вид Haberlea rhodopensis е интересен и като потенциален източник на биоактивни съединения с приложение във фармакологията, ветеринарната медицина и козметиката. Различни фитохимични изследвания показват, че родопския силивряк съдържа флавоноиди, танини, полизахариди, липиди, захариди, въглехидрати, фитостероли, гликозиди, сапонини, слуз, пет свободни фенолни киселини, хетероидна киселина.
Билката е лек опиат и преди време шаманите са я изгаряли, за да изпадат в транс, като по този начин разговаряли с духове и правели предсказания.

### Медицина
Haberlea rhodopensis е една от съставките на тибетския чай на младостта. Поради изключителната сила на билката може да се пие само веднъж на пет години. Освен това едно от местните наименования на растението в Родопите е „шап“, което се счита за потвърждение, че местните хора са използвали растението срещу болести по животните. Той се използва като очистващо организма средство. Действието му е насочено към бъбреците, черният дроб, жлъчката, кръвоносните съдове, стомаха и мазнините. Учени от Медицински университет Пловдив в момента изучават растението в дълбочина ; първите резултати показват, че помага в естествените лечебни процеси на увредените тъкани. През 2014 г. растението е изследвано като потенциален източник на нови лекарства, модулиращи рака. Освен това е установено, че Haberlea rhodopensis има антибактериален ефект върху някои патогенни щамове.

### Козметика
През 2011 г. изследвания откриват козметичните ползи от богат на миконозиди екстракт от Haberlea rhodopensis. Растението развива молекули, за да преживее стреса от суша и тези молекули позволяват на растението да излезе отново от състояние на изсъхване. Извлечена е специфична фракция от растението (екстракт от Haberlea). Стресирани с пероксид нормални човешки дермални фибробласти, третирани с екстракт от Haberlea, показват повишен синтез на колаген и еластин. Този ефект е по-добър от тези, получени с еталонна ретиноева киселина и ретинол. Когато се използва при 3% при биопсии на човешка кожа, екстрактите от Haberlea предпазват от UV-индуцирано окисление на дермата със 100%, както е доказано от имунохистохимия. И накрая, при тестване върху 20 доброволци при 3% в крем срещу плацебо, екстрактът от Haberlea повишава еластичността на кожата и блясъка на кожата само след 15 дни лечение, като ефектът се запазва след 30 и 60 дни лечение. Доказано е, че чрез използване на екстракт от Haberlea (особено богат на гликозид миконозид), е възможно силно да се стимулира антиоксидантната защита на кожата и синтеза на протеини в извънклетъчната матрица. Екстрактът може да бъде предложен за терапии против стареене, предназначени за претенции като защита от окисляване, повишена еластичност на кожата и подобрен блясък на кожата.
Богат на мощни полифеноли, които помагат на цветето да оцелее и процъфтява при екстремни условия, този мощен екстракт укрепва епидермиса и помага естествено да възстанови загубата на вода, като същевременно предпазва новоподмладената кожа от стресови фактори на околната среда и води до по-устойчива и по-ярка кожа. Лабораторните изследвания показват също, че изгражда колаген и еластин в дермата.

## Изкуство и символика
Haberlea rhodopensis притежава археологическа, историческа и етноботаническа стойност. Интересът към това уникално растение датира от древни времена. Пример за това е монета, издадена от император Антоний Пий с изображението на Haberlea rhodopensis. Изобразена е богинята Родопа (с отбелязано име), която държи в лявата си ръка цветето на Орфей. Твърди се, че римляните вярвали, че растението носи на хората здраве, дълголетие и спокойствие.